# Coregonus clupeaformis

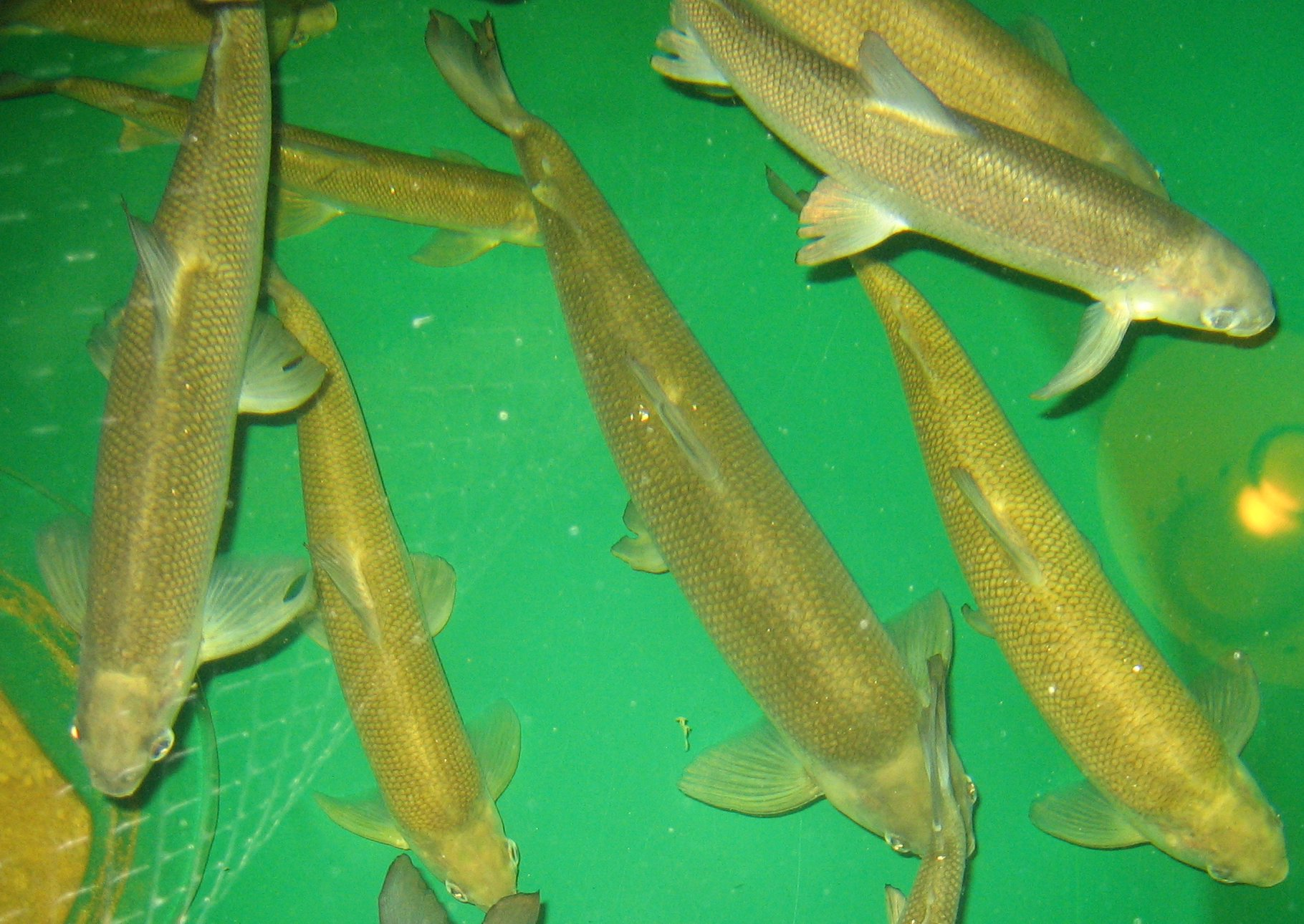
En acuicultivo.

El corégono de lago (Coregonus clupeaformis) una especie de pez eurihalino marino y de agua dulce de la familia salmónidos, distribuidos por el norte de Alaska y la totalidad de Canadá.

## Anatomía
La longitud máxima descrita para un ejemplar fue de 100 cm, aunque la longitud máxima normal es de unos 54 cm. No presenta espinas en las aletas, teniendo una aleta adiposa muy bien desarrollada, a menudo más grande en los machos; dorso de color marrón oscuro azulado, pasando a ser plateado en los costados y en el vientre.

## Hábitat y biología
Es un pez anádromo, vive en tierra en aguas dulces de río y salobres, mientras que en el mar vive pegado al fondo marino en un rango de profundidad entre 18 y 128 metros. Vive en las costas del norte de Alaska y en la totalidad de las costas de Canadá, así como en los Grandes Lagos norteamericanos y lagos y ríos de todo el norte del continente.
Los adultos se alimentan fundamentalmente de larvas de insecto, moluscos y anfípodos, pero también huevas de peces incluidos los de su propia especie.

## Importancia para el hombre
Se han llevado a cabo extensos programas durante años para su propagación por la región de los Grandes Lagos. También ha sido introducida esta especie por el hombre de forma artificial en lagos de alta montaña de los Andes, en América del Sur.
Su pesca es importante, siendo el valor de su carne para alimentación bueno y con alto precio, tanto fresco como congelado, así como sus huevas que forman un excelente caviar muy comercializado. También es usado para pesca deportiva, así como para su uso en acuarios públicos por su fácil mantenimiento.